# Иван Жабински
Иван Николов Жабински е български офицер (полковник), участник в Балканската война (1912 – 1913), впоследствие командир на 51-ви пехотен полк.

## Биография
Иван Николов Жабински е роден на 25 декември 1862 година в гр. Кюстендил. Учи в основното училище „Даскал Димитрий“ в родния си град. Завършва гимназия в гр. Лом, след което постъпва като юнкер в Софийското военно училище. Произведен е в офицерски чин и служи в 3-ти пехотен бдински полк.
През Балканската война (1912 – 1913) командва 2-ра дружина на 13-и пехотен рилски полк. На Булаир, при защитата на левия фланг на полка, проявява изключителна съобразителност и героизъм. На 16 юли 1913 г. e тежко ранен. На 16 ноември 1913 г. е уволнен от служба.
По време на Първата световна война (1915 – 1918) командва (от 1916 г.) 51-ви пехотен полк, отличил се в боевете при станция Кенали, Битолско.
След войната се пенсионира и се установява в Кюстендил. Става член на Демократическата партия след 1919 г. и поддържа връзка с местния ѝ лидер Христо Славейков, влиятелен дългогодишен депутат. С негова подкрепа и благодарение на известността на Иван Жабински като почтен и изпълнителен военен и герой от Булаир през 1923 г. е избран за кмет на Кюстендил.
Кмет е на Кюстендил от 26 януари 1923 г. до 20 март 1925 г. По време на неговото кметуване е построена сградата на Кюстендилската популярна банка. Прокарват се нови и продължават някои от старите улици „Бузлуджа“, „Клокотница“, „Драгоман“, „Лозенград“, „Фердинанд“, „Мизия“, „Ивайло“ и други. Започва строителството на хижа „Осогово“. След убийството на 31 август 1924 г. на Тодор Александров се преименува на негово име улица „Славянска“, водеща от площада за гарата. На 20 март 1925 г. е уволнен като кмет поради несъгласия с реакционната политика на правителството на проф. Александър Цанков.

## Военни звания
- Подпоручик (27 април 1887 г.)
- Поручик (18 май 1890 г.)
- Капитан (1895 г.)
- Майор (1906 г.)
- Подполковник (24 март 1912 г.)
- Полковник (27 февруари 1917 г.)

## Награди
- 4 кръста „За храброст“
- германски „Железен кръст“